# Villa De Bank

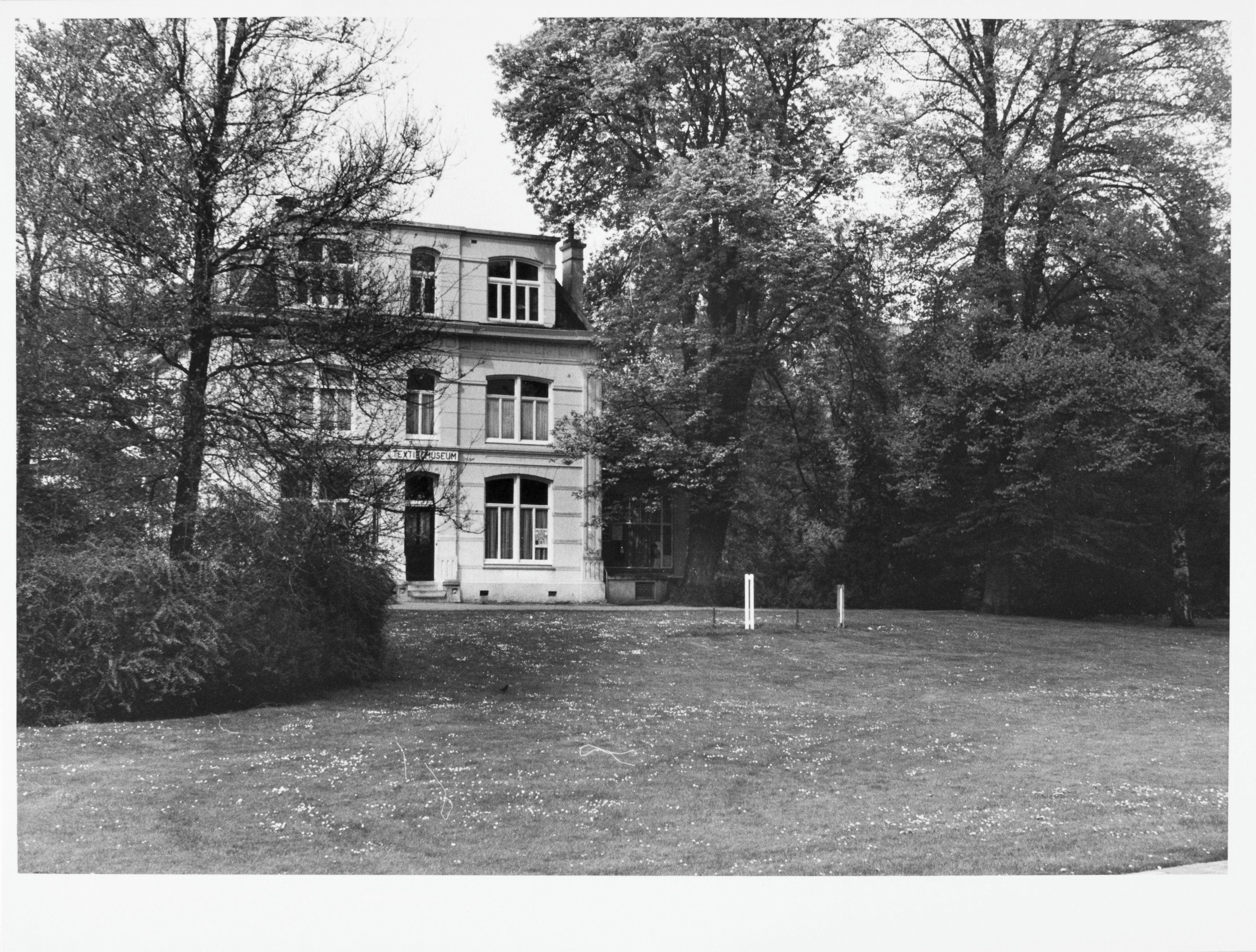
Die Villa Bledenstein im Mai 1983

Villa De Bank ist ein Kunstraum in der niederländischen Stadt Enschede, der sich in der ehemaligen Villa Bledenstein befindet. Der Kunstraum entstand 1998 aus einem Zusammenschluss der in den 1980er Jahren gegründeten Initiativen Stichting de Villa und Stichting De Bank.

## Lage
Die Künstlerinitiative hat ihren Sitz in einer herrschaftlichen Fabrikantenvilla in einem kleinen Park östlich der Innenstadt. Rund um die Villa befindet sich der Bledenstein Park mit mehreren Statuen, darunter ein Indien-Denkmal von Hans Petri. Südlich der Villa gab es früher einen Hessenweg. Sein Name änderte sich von Helweg in Gronausestraat und später in Boulevard 1945. Die beiden Teile des Bledenstein-Parks bildeten früher ein Anwesen von fünfeinhalb Hektar rund um das Landhaus.

## Ausstellungen
Die Ausstellungspolitik konzentriert sich vor allem auf Einzelpräsentationen junger Künstler, wie Absolventen der Akademie der bildenden Künste, AKI und der Kunstakademie Düsseldorf. Gelegentlich finden thematische Ausstellungen und grenzüberschreitende Austauschprojekte statt, beispielsweise in Zusammenarbeit mit dem Kunstverein ArtHAUS e.V. die regelmäßig Kunstausstellungen im Schloss Ahaus in Ahaus organisiert.
Villa De Bank organisiert jedes Jahr etwa zehn Ausstellungen und hat eine Liste mit limitierten Editionen, Büchern und Katalogen veröffentlicht. Zur Finanzierung der Aktivitäten verfügt die Künstlerinitiative über einen kleinen Kreis von Spendern, die im Gegenzug jährlich eine Grafikmappe und Multiples erhalten, die von den ausstellenden Künstlern des jeweiligen Jahres angefertigt wurden. Zum Konzept gehören auch Einladungen an Interessenten und eine fotografische Dokumentation der Ausstellungen. Der Schwerpunkt liegt auf zeitgenössischer Kunst aus Enschede und anderswo.
Alle Ausstellungen werden für das (Dia-)Archiv fotografisch dokumentiert. Zu den Künstlern, die hier ausstellten, gehörten Gijs Assmann, Alphons ter Avest, Hans Ebeling Koning, Philip Akkerman und Chris de Bueger. 2018 zeigte die Villa de Bank die Arbeiten von Melle Nieling in Zusammenarbeit mit dem Museum of Modern Art in New York.